# 동내도서관
동내도서관은 강원특별자치도 춘천시 동내면 소재의 도서관으로 춘천시립도서관의 분관이다.

## 연혁
- 2003년 5월 27일 동내도서관 개관.
- 2004년 6월 28일 대련시도서관 협정 체결.

## 시설현황
- 2층: 열람실, 회의실, 휴게실
- 1층: 어린이실, 정보검색실, 종합자료실, 사무실
- 지하1층: 서고실, 기계실

## 이용 안내
휴관일
- 매주 월요일, 국경일, 정부지정공휴일, 매년 12.30 ~ 12.31(연말대청소)

이용시간
- 제1자료실, 어린이실, 제2자료실: 매일 09:00 ~ 18:00
- 정보검색실: 매일 09:00 ~ 18:00
- 열람실: 매일 09:00 ~22:00